# Association (psychologie)
Pour les articles homonymes, voir Association.

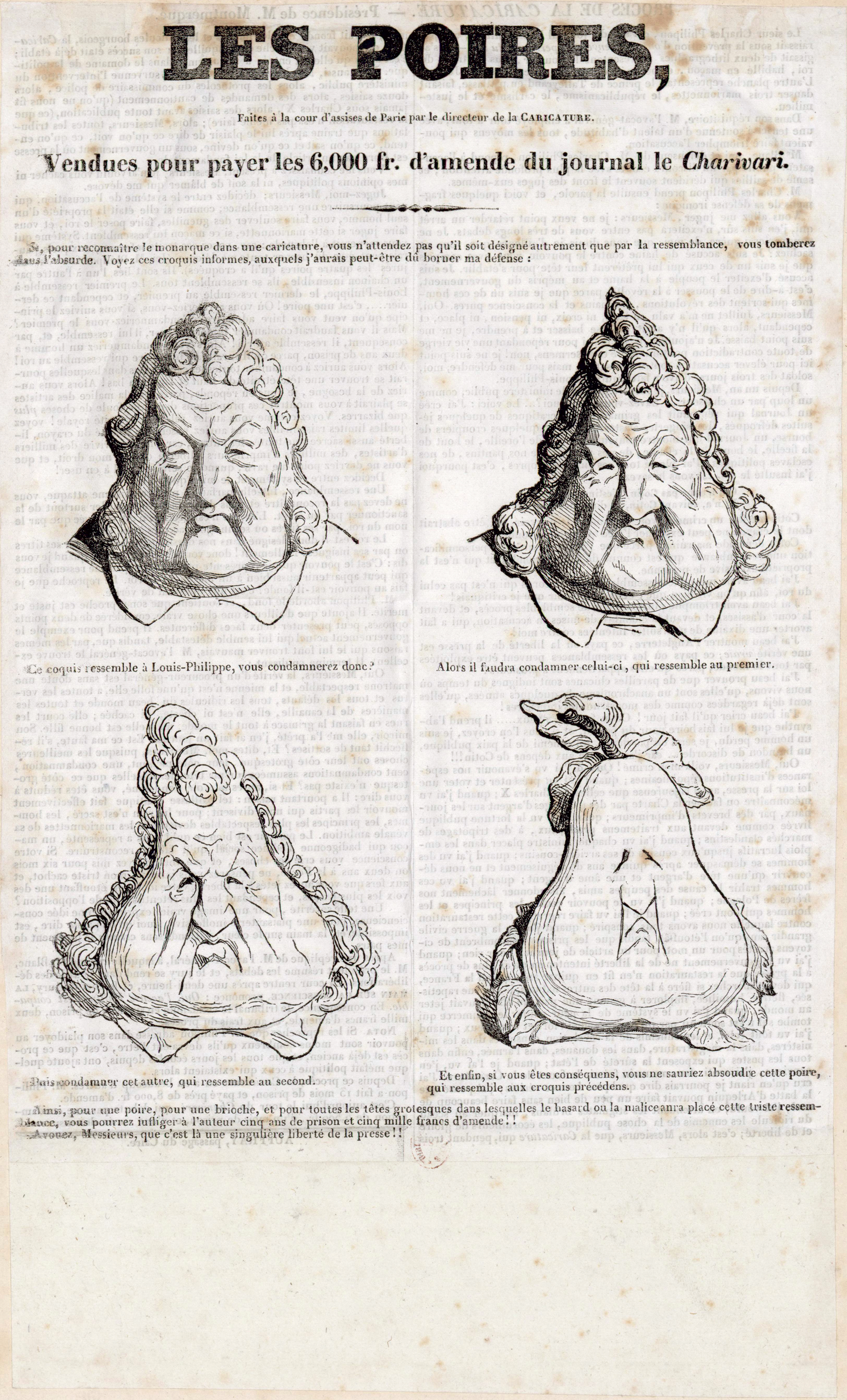
Caricature associant Louis-Philippe à une poire par Daumier dans Le Charivari du 17 janvier 1834

En psychologie, une association est un lien existant entre deux idées ou autres états mentaux. Il existe de nombreux types d'associations. Celles qui se manifestent chez un individu dépendent de son histoire de vie, de sa vision du monde, de sa connaissance, de sa culture… Toutes les métonymies et métaphores qui saturent la parole ou l’écrit sont fondées sur des associations d'idées.
L'association « par simultanéité fréquente » consiste à associer deux concepts ou deux stimuli par le fait qu'ils sont régulièrement perçus ensemble, simultanément ou successivement. Une autre forme d'association est l'association « par similarité de contenu » : un premier concept est associé à un second parce qu'il partage avec lui des caractéristiques intrinsèques similaires. Par exemple, la célèbre caricature de Louis-Philippe en poire par Charles Philipon illustre une association reposant sur la ressemblance visuelle entre la morphologie du premier et la forme du fruit.
L'association d'idée est mise en œuvre dans le conditionnement étudié par Ivan Pavlov au début du XXe siècle[réf. souhaitée] : à force de jouer un son de cloche juste avant de donner de la nourriture à un chien, on crée une association entre ces deux stimuli si bien que l'animal finit par saliver au seul son de la cloche. Le marketing cherche également à exploiter ce type de conditionnement mental pour créer, par la publicité, des associations entre un objet commercial et un concept (en général positif) ; par exemple, entre une voiture et la notion de liberté en montrant un véhicule roulant au milieu de grands espaces sauvages.